# Liste der Monuments historiques in Le Leslay
Die Liste der Monuments historiques in Le Leslay führt die Monuments historiques in der französischen Gemeinde Le Leslay auf.

## Liste der Bauwerke
| Bezeichnung           | Beschreibung                  | Standort                                         | Kennzeichnung | Schutzstatus | Datum | Bild           |
| --------------------- | ----------------------------- | ------------------------------------------------ | ------------- | ------------ | ----- | -------------- |
| Domaine de Beaumanoir | Erbaut ab dem 15. Jahrhundert | auch auf dem Gebiet der Gemeinde Cohiniac (Lage) | PA00089304    | Inscrit      | 1990  | weitere Bilder |

## Liste der Objekte
- Monuments historiques (Objekte) in Le Leslay in der Base Palissy des französischen Kultusministeriums